# 須藤誠一
須藤 誠一（すどう せいいち、1951年（昭和26年）4月21日 - ）は、日本の実業家。
東京理科大学理工学部機械工学科卒業。トヨタ自動車株式会社代表取締役副社長や、トヨタ自動車株式会社相談役兼株式会社ジェイテクト代表取締役会長、中部経済同友会代表幹事等を経て、中部インダストリアル・エンジニアリング協会会長。

## 略歴
- 1974年3月 東京理科大学理工学部機械工学科卒業
- 1974年4月 トヨタ自動車工業株式会社入社
- 2003年6月 トヨタ自動車株式会社常務役員就任
- 2005年6月 トヨタモーターマニュファクチャリングノースアメリカ株式会社社長就任
- 2006年4月 トヨタモーターエンジニアリングアンドファクチャリングノースアメリカ株式会社社長就任
- 2008年6月 トヨタ自動車九州株式会社取締役社長就任
- 2008年6月 トヨタ自動車株式会社顧問就任
- 2012年1月 トヨタ自動車株式会社専務役員就任
- 2013年6月 トヨタ自動車株式会社取締役副社長就任[1]
- 2016年4月 中部経済同友会代表幹事就任[2]
- 2016年4月 株式会社ジェイテクト顧問就任[3]
- 2016年6月 株式会社ジェイテクト代表取締役会長就任[4]
- 2016年6月 トヨタ自動車株式会社相談役就任[5]
- 2019年 中部インダストリアル・エンジニアリング協会第9代会長就任[6]
- 2020年 藍綬褒章受章[7]